# Naruto: Shippuden (sezonul 9)
Naruto: Shippuden – Sezonul 9: Arcul Trecut: Istoria Satului Frunzei (2010-2011)
Episoadele din sezonul nouă al seriei anime Naruto: Shippuden se bazează pe partea a doua a seriei manga Naruto de Masashi Kishimoto. Sezonul nouă din Naruto: Shippuden, serie de anime, este regizat de Hayato Date și produs de Studioul Pierrot și TV Tokyo și a început să fie difuzat pe data de 2 septembrie 2010 la TV Tokyo și s-a încheiat la data de 27 ianuarie 2011.
Episoadele din sezonul nouă al seriei anime Naruto: Shippuden fac referire la diferite puncte înainte de Naruto: Shippuden, cu mai multe aventuri ale Echipei 7 și celorlalți Genini din Satul Frunzei.

## Lista episoadelor
| Nr. Ep. Original | Nr. Ep. Serie | Nr. Ep. Sezon | Titlu                                             | Apariție           |
| ---------------- | ------------- | ------------- | ------------------------------------------------- | ------------------ |
| 396              | 176           | 1             | Instructorul Iruka                                | 2 septembrie 2010  |
| 397              | 177           | 2             | Chinul lui Iruka                                  | 9 septembrie 2010  |
| 398              | 178           | 3             | Decizia lui Iruka                                 | 16 septembrie 2010 |
| 399              | 179           | 4             | Kakashi Hatake, joninul la conducere              | 30 septembrie 2010 |
| 400              | 180           | 5             | Curajul lui Inari pus la încercare                | 7 octombrie 2010   |
| 401              | 181           | 6             | Școala de răzbunare a lui Naruto                  | 14 octombrie 2010  |
| 402              | 182           | 7             | Legământul lui Gaara                              | 21 octombrie 2010  |
| 403              | 183           | 8             | Naruto: Epidemie                                  | 28 octombrie 2010  |
| 404              | 184           | 9             | Lansare! Echipa Tenten                            | 4 noiembrie 2010   |
| 405              | 185           | 10            | Ținutul animalelor                                | 11 noiembrie 2010  |
| 406              | 186           | 11            | Ah, medicamentul tinereții                        | 18 noiembrie 2010  |
| 407              | 187           | 12            | Maestru și student: Antrenamentul                 | 25 noiembrie 2010  |
| 408              | 188           | 13            | Înregistrarea ninja a maestrului și a studentului | 25 noiembrie 2010  |
| 409              | 189           | 14            | Enciclopedia despre lăbuțe a lui Sasuke           | 2 decembrie 2010   |
| 410              | 190           | 15            | Naruto și bătrânul soldat                         | 9 decembrie 2010   |
| 411              | 191           | 16            | Cântecul de dragoste a lui Kakashi                | 16 decembrie 2010  |
| 412              | 192           | 17            | Cronicile lui Neji                                | 23 decembrie 2010  |
| 413              | 193           | 18            | Omul care a murit de două ori                     | 6 ianuarie 2011    |
| 414              | 194           | 19            | Cea mai rea cursă cu trei picioare                | 13 ianuarie 2011   |
| 415              | 195           | 20            | Colaborarea Echipei 10                            | 20 ianuarie 2011   |
| 416              | 196           | 21            | Drumul spre întuneric                             | 27 ianuarie 2011   |